# Punto di repere
Un punto di repere, o più semplicemente "repere", è, in medicina e chirurgia, una zona sulla superficie cutanea corrispondente direttamente a formazioni anatomiche facilmente riconoscibili (ad esempio ad un rilievo osseo o un tragitto di una vena superficiale), o ad un punto ricavato idealmente congiungendo linee virtuali che partono dalle suddette formazioni anatomiche, di cui si serve il medico o il chirurgo a scopo orientativo per praticare punture, incisioni, ecc.
La locuzione deriva dal francese point de repère (punto di riferimento); nella forma italiana l'accento sdrucciolo è dovuto all’influsso del verbo latino reperire (trovare).